# Schmausenbuckstraße
Schmausenbuckstraße ist der Name des statistischen Bezirks 93 in der Nürnberger Östlichen Außenstadt und Teil des Nürnberger Stadtteils Mögeldorf. Der Bezirk besteht aus den Distrikten 930 Mögeldorf / Dientzenhoferstraße, 931 Mögeldorf / Balthasar-Neumann-Straße und 932 Mögeldorf / Thäterstraße.

## Geographie
Der Bezirk Schmausenbuckstraße wird im Norden von der Bahnstrecke Nürnberg–Schwandorf, im Osten von der Landenwiesenstraße, im Süden durch den Lorenzer Reichswald und im Westen von der Cheruskerstraße und der Kritzstraße begrenzt.
Der statistische Bezirk 93 liegt vollständig in der Gemarkung 3445 Mögeldorf.